# Palazzo Gonzaga Simonelli
Palazzo Gonzaga Simonelli è un edificio storico situato nel centro di Pienza.
Il palazzo è appartenuto a Francesco Gonzaga, creato cardinale nel 1461 da papa Pio II, nativo del borgo di Pienza. Il papa rivolse un invito ai cardinali affinché edificassero i loro edifici a Pienza e il cardinale Gonzaga accettò l'invito facendo costruire nel 1462 il palazzo, venduto nel 1468/1469 al cardinale Giacomo Ammannati Piccolomini. Il palazzo, dotato di giardino pensile, si affaccia direttamente sulla Val d'Orcia e da questo è possibile ammirare anche il giardino di Palazzo Piccolomini.